# Ладовская Балка
Ла́довская Ба́лка — село в Красногвардейском районе (муниципальном округе) Ставропольского края России.

## Физико-географическая характеристика
Село расположено на юге Красногвардейского района, в пределах Ставропольской возвышенности, по обеим сторонам Ладовской Балки (левый приток реки Егорлык), на высоте 96 метров над уровнем моря. Рельеф местности холмисто-равнинный, расчленённый овражно-балочной сетью. Село окружено полями, распространены полезащитные лесонасаждения. В Ладовской балке созданы пруды. Почвы — чернозёмы южные и обыкновенные мицеллярно-карбонатные. Почвообразующие породы — глины и суглинки.
По автомобильной дороге расстояние до краевого центр города Ставрополя составляет 120 км, до районного центра села Красногвардейское — 29 км. Через село проходит региональная автодорога Новоалександровск — Красногвардейское.
Климат
Климат континентальный, умеренно-засушливый (согласно классификации климатов Кёппена-Гейгера — Dfa). Среднегодовая температура воздуха положительная и составляет + 10,6 °C, средняя температура самого холодного месяца января — 2,7 °C, самого жаркого месяца июля + 23,5 °C. Расчётная многолетняя норма осадков — 525 мм. Наименьшее количество осадков выпадает в феврале (29 мм), наибольшее в июне (64 мм)
Часовой пояс
Ладовская Балка, как и весь Ставропольский край, находится в часовой зоне МСК (московское время). Смещение применяемого времени относительно UTC составляет +3:00.

## История
Основано на казённых землях в 1832 году (по другим данным — в 1826 году) переселенцами из центральной России и выходцами-малороссами. В 1833 году село подверглось нападению горцев, которые разграбили имущество жителей, 8 человек убили, несколько ранили и 6 человек взяли в плен. Население занималось в основном хлебопашеством. В 1897 году в селе имелись 7 мануфактурных лавок, 4 бакалейных, 2 галантерейных, 13 мелочных, 7 винных складов, 14 винных лавок, 1 пивная, 8 ренсковых погребов, 1 водяная мельница, 47 ветряных, 1 паровая, 10 овчинодельных заводов, 6 гончарных и 1 винокуренный завод.
В 1840 году построена Покровская церковь, с двумя приделами (расширена в 1875 году). В 1907 году освящена Преображенская кирпичная церковь. В 1910 году Николаевская церковь. В 1911 году в селе имелось 4 министерских училища, из них 3 одноклассных, 1 начальное, 3 церковно-приходские школы (из них — одна женская).
2 апреля 1875 года в селе случился сильный пожар, при котором огнём было уничтожено 316 домов.
Согласно Списку населённых мест Ставропольской губернии в 1909 году в селе Ладовскобалковском имелось 2125 дворов, проживало 7511 душ мужского и 7398 женского пола. В селе имелись 43 торговых и 53 промышленных предприятия, почтовое отделение, аптека, фельдшер, пожарный обоз, 3 хлебозапасных магазина.
В 1906 году волостной старшина З. С. Мишин был избран депутатом первого русского парламента, Государственной думы I созыва от Ставропольской губернии.
В 1918 году на Ставрополье начался процесс коллективизации, не получивший достаточного развития из-за гражданской войны. После окончательного установления советской власти в регионе стали создаваться коммуны и артели, организуемые бывшими красноармейцами. В 1920 году в Ладовской Балке было создано сельскохозяйственное товарищество «Роща», в 1921 году возникли артели «Наш Труд» и «Новый Путь». В 1924 году образовалось сельскохозяйственное товарищество «Новый путь».
По состоянию на 1926 год село являлось центром Ладовско-Балковского сельсовета Медвеженского района Ставропольского округа Северо-Кавказского края. Согласно первой Всесоюзной переписи населения 1926 года в селе проживало 12 620 человек, из них великороссов — 12 411.
В 1942 в село пришли немецко-фашистские захватчики, а в феврале 1943 были изгнаны.
В 1970—1980 годах проводился подсчёт населения, в результате которого выяснилось, что в Ладовской Балке представлено 17 национальностей. Самые распространённые — это русские, белорусы, курды, греки, корейцы, цыгане, украинцы.
Местные жители очень часто находят археологические артефакты. Например, монета 1890 года, скифский меч, янтарная серёжка.
По всему Красногвардейскому району и близ села широко представлены сарматские курганы, показатели древнего обитания и жизнедеятельности в этих краях.
До 16 марта 2020 года село образовывало муниципальное образование село Ладовская Балка со статусом сельского поселения.

## Население
| 1873  | 1883  | 1884  | 1897    | 1903    | 1908    | 1909    | 1926    | 1959  |
| ----- | ----- | ----- | ------- | ------- | ------- | ------- | ------- | ----- |
| 6183  | ↗7723 | ↗7806 | ↗12 305 | ↗12 957 | ↗14 782 | ↗14 909 | ↘12 620 | ↘5660 |
| 1979  | 1989  | 2002  | 2010    | 2012    | 2013    | 2014    | 2015    | 2016  |
| ↘5348 | ↘4585 | ↗5027 | ↘4740   | ↘4645   | ↘4560   | ↘4515   | ↘4496   | ↘4431 |
| 2017  | 2018  | 2019  | 2020    | 2021    |         |         |         |       |
| ↘4395 | ↘4333 | ↘4279 | ↘4262   | ↗4365   |         |         |         |       |

Национальный состав
По итогам переписи населения 2010 года проживали следующие национальности (национальности менее 1 %, см. в сноске к строке «Другие»):
| Национальность | Численность | Процент |
| -------------- | ----------- | ------- |
| Русские        | 4239        | 89,43   |
| Курды          | 221         | 4,66    |
| Армяне         | 101         | 2,13    |
| Другие         | 179         | 3,78    |
| Итого          | 4740        | 100,00  |

## Инфраструктура
- Культурно-досуговый центр «Дом культуры и библиотека».
- Спортивный комплекс «Витязь».

## Образование
- Детский сад № 5 «Аленушка».
- Детский сад № 23 «Колокольчик».
- Средняя общеобразовательная школа № 2.

## Русская православная церковь
Покровская церковь. Упоминается в 1893 году. 

## Памятники
- Памятник В. И. Ленину. 1961 год. У правления колхоза[41].
- Памятник В. И. Ленину. 1961 год. У средней школы № 12[42].
- Памятник В. И. Ленину. 1965 год. У Дома культуры[43].
- Памятник А. С. Пушкину. 1961 год. У средней школы № 12[44].
- Мемориальный комплекс воинам, погибшим в годы Гражданской и Великой Отечественной войн. 1918—1922, 1942—1943, 1982 годы. Центр села[44].

## Кладбища
На территории села расположено 3 общественных открытых кладбища: Южное (площадь — 40 тыс. м²), Центральное (80 тыс. м²) и Северное (38 тыс. м²).

## Спорт
- В 2012 году в Ладовской Балке проходил Чемпионат СКФО по автокроссу[46].